# سیارک ۱۴۵۱۳
سیارک ۱۴۵۱۳ (به انگلیسی: 14513 Alicelindner، نامگذاری:1996GK17) چهارده هزار و پانصد و سیزدهمین سیارک کشف شده‌است که در ۱۵ آوریل ۱۹۹۶ کشف شد.
قدر مطلق سیارک برابر ۲۸.۲ است.